# Antoine Busnois
Antoine Busnois (ook gespeld als Busnoys of de Busne) (verm. Busnes, ca. 1430 – Brugge, 6 november 1492) was een Vlaams polyfonist en dichter in de vroege renaissance. Hoewel hij ook geestelijke muziek heeft gecomponeerd zoals motetten, was hij vooral een van de beroemdste 15e-eeuwse componisten van wereldlijke liederen. Na de dood van Guillaume Dufay gold hij als de voornaamste vertegenwoordiger van de Bourgondische School.

## Biografie

### 1430-1449 (jeugd en afkomst)
Hoewel gegevens over zijn vroege jaren voornamelijk op veronderstellingen berusten, gaan geleerden ervan uit dat hij waarschijnlijk in de buurt van Béthune is geboren, wellicht in het gehucht Busnes, waarnaar zijn naam zou verwijzen. Hij kan verwant zijn aan de adellijke familie de Busnes; in het bijzonder aan Philippe de Busnes, kanunnik van het Onze-Lieve-Vrouwekapittel in Lens. Hij is klaarblijkelijk muzikaal voortreffelijk gevormd, waarschijnlijk aan een kerkkoorschool, ergens in het Noorden van het actuele Frankrijk of in een meer centraal gelegen stad.

### 1450-1466 (het Franse hof, Bretagne, Tours en Poitiers)
Een aristocratische afkomst zou aan de oorsprong kunnen liggen van zijn vroeg ontstane band met het Franse koninklijke hof: al in de jaren 1450 wordt daar naar hem verwezen in de bronnen. In 1461 componeert Busnois naar aanleiding van de kroning van Lodewijk XI tot koning van Frankrijk de ballade "Resjois toy terre de France".
Bij de muziekwetenschappers stond Busnois vooral bekend als Bourgondische componist. Recenter onderzoek heeft uitgewezen dat deze inschatting enige nuance verdient. Tegenwoordig gaan Busnoiskenners ervan uit dat twee derde van zijn chansons voor 1467 en dus in Frankrijk zijn gecomponeerd. In enkele chansons zinspeelt Busnoys bijvoorbeeld op een zekere Jacqueline d’Hacquelville, vermoedelijk de vrouw van Jean Bocharts of Boucharts, kanselier van het Parijse parlement. Een twaalftal chansons is dan weer opgedragen aan Estiene Petit; een naam die voorkomt aan het hof van de Franse koning.
Het handschrift Paris 9223 bevat een aanwijzing dat Busnois een tijd in Bretagne zou kunnen hebben gewerkt. Van de 15 in dit manuscript vernoemde dichters, waartoe ook Busnois wordt gerekend, zouden enkele in 1458 aan het hof van de Bretoense hertog Arthur III verbleven. Tot op heden kan deze veronderstelling echter niet door archiefmateriaal worden bevestigd.
In 1461 was hij kapelaan in Tours. Dat hij in weerwil van zijn geestelijke loopbaan, niettemin geen vredelievend persoon was, blijkt wel uit het verzoekschrift tot kwijtschelding dat hij in Tours indient, gedateerd op 28 februari 1461, waarin hij erkent met anderen een priester in elkaar te hebben geslagen "tot op het punt waarop die begonnen te bloeden", en wel niet één maar vijf keer. Ofschoon er een banvloek over hem was uitgesproken, was hij zo roekeloos een misdienst te leiden, welke handeling ertoe leidde dat hij werd geëxcommuniceerd. Dat belette paus Pius II niet hem vergeving te schenken en het misdrijf schijnt Busnois' loopbaan niet te hebben geschaad.
Op 7 april 1465 (Palmzondag) begon Busnois' klim in de geestelijke hiërarchie. Op die dag werd hij in de laagste priesterorde verheven. Als "Magister puerorum" aan de kathedraal van Tours werd hij verondersteld het knapenkoor te leiden, voor hun opleiding te zorgen en over hun onberispelijke levenswandel te waken. Hij verhuisde van de kathedraal van Tours naar de collegiale kerk Sint-Maarten waar hij subdiaken werd op 13 april 1465. Johannes Ockeghem was thesaurier van die instelling en de twee componisten schijnen elkaar goed te hebben gekend. Waarschijnlijk besliste het kapittel van de kathedraal Sint-Hilarius-de-Grote van Poitiers op 14 september 1465 Busnois kandidatuur te bespreken voor de betrekking van "Magister puerorum" (maîtrise, zangmeester van de koorknapen) te bespreken. Kort daarop werd de bezitter van het ambt, een zekere Le Begun, afgedankt en Busnois aangesteld. Dat wijst of op de uitmuntende reputatie van Busnois of op de uitoefening van sterke politieke druk. Krachtdadig tilde Busnois het koor op naar een hoger niveau, waarbij hij erop toezag een reeks getalenteerde koorknapen uit de streek aan te trekken. In die periode verspreidde Busnois' reputatie als zangleraar, geleerde en componist zich snel, hoewel hij al even gauw uit Poitiers vertrok als hij gekomen was: op 19 juli 1466 al herstelde het kapittel Le Begun opnieuw in zijn oude ambt. De oorzaak is bekend, maar Busnois had klaarblijkelijk Poitiers verlaten. Busnois verhuisde toen naar Bourgondië.

### 1467-1477 (Karel de Stoute en Margaretha van York)
In 1 februari 1467 wordt Busnois, samen met Hayne van Ghizeghem en Adrien Basin, vermeld als "chantre-valet de chambre" (zanger en kamerheer, een functionaris), in dienst bij het hof van de hertogen van Bourgondië. Dit ambt bleef hij minstens tot september 1468 vervullen. Kort voor de graaf van Charolais, Karel, zoon van Filips de Goede, op 15 juni de titel van hertog aannam, begon hij voor de hertogen te componeren, aangezien een van Busnois' motetten "In hydraulis" informatie bevat die aangeeft dat Karel toen nog steeds de titel van graaf droeg. Nadat Karel hertog was geworden, bouwde hij al gauw de reputatie op waaraan hij zijn bijnaam, de Stoute, heeft verdiend, met name vanwege de ongenadige en roekeloze militaire ondernemingen die hem een tiental jaar later het leven zouden kosten. Karel was ook een muziekliefhebber en Busnois werd als muzikant door hem ook gewaardeerd en voor zijn diensten beloond. In de zomer van 1469 werd Busnois "chantre". Tussen 1 oktober en 1 november 1470 moet hij zijn benoemd tot "Demi-Chappellain" (een halftijds kapelaan, navenant bezoldigd). Hierdoor was Busnois eindelijk officieel lid van de hertogelijke kapel. Wat Busnois twee jaar lang verhinderd heeft regulier lid van de kapel te worden is niet bekend. Misschien hield zijn functie als kapelaan bij het kasteel van Bergen een deeltijdse verblijfsverplichting in.
Naast zijn taken als zanger en componist, werd van Busnois ook verwacht dat hij de hertog zou vergezellen op zijn militaire tochten, zoals ook Hayne van Ghizeghem dat deed. We weten dat Busnois' kosten voor de aanschaf van uitrusting en bewapening vergoed werden. Tussen juni 1471 en juli 1472 werd Busnois tot priester ("clerc") gewijd. Tussen 13 oktober en 24 november 1472 bereikt hij de rang van kapelaan. Naar aanleiding hiervan heeft Karel de Schone het kapittel van Sint-Silvester in de kasteel bij Bergen op 4 juni 1473 ervan op de hoogte gebracht dat Busnois voortaan van zijn beneficie aldaar afzag. Busnois was ooggetuige van de belegering van Neuss in Duitsland in 1475. In het jaar 1476 dankt de hertog zangers van zijn kapel af. Waarschijnlijk is Busnois daarom de militaire campagne in Lotharingen en de (Slag bij Grandson op 2 maart 1476 gespaard gebleven, evenals de slag bij Murten op 21 juni 1476) en de rampzalige slag bij Nancy waarin Karel het leven liet en de expansie van het Bourgondische rijk voorgoed een halt werd toegeroepen. Vermoedelijk was Busnois toen al in dienst getreden van Margaretha van York, sinds 1468 Karels vrouw.

### 1477-1482 (Maria van Bourgondië en Maximiliaan I)
Busnois woonde de begrafenis van de hertog bij. Karels kapel werd in 1477 door zijn dochter, Maria van Bourgondië, overgenomen. Na het huwelijk van Maria en Rooms-koning Maximiliaan I, kwam Busnois in contact met diens in opbouw zijnde hofkapel die naderhand zou uitgroeien tot de vermaarde Habsburgse hofkapel waar later ook Heinrich Isaac, Alexander Agricola en Pierre de la Rue deel van zouden uitmaken. Misschien al in 1478, ongetwijfeld vanaf 1479 stond Busnois in dienst van Maximiliaan. Op 6 maart 148 in de ochtend, viel Maria van Bourgondië tijdens een jachtpartij van haar paard. Op 27 maart 1482 overleed zij aan de gevolgen van haar valpartij. Busnois nam op 3 april 1482 aan de begrafenisplechtigheid deel. Minstens tot 1482 bleef Busnois in dienst van het Bourgondisch-Habsburgse hof, maar niets staat vast over wat hij tussen 1482 en 1492, het jaar waarin hij overlijdt, heeft uitgevoerd: na 21 mei 1483 wordt Busnois' naam in de anders vrij volledig bewaarde rekeningen van de koning niet meer aangetroffen.

### 1482-1492 (Brugge)
Busnoys bezat prebenden in Oost-Voorne en Tholen in Holland, aan de Sint-Gummaruskerk in Lier en in een plaats die in de bronnen vermeld staat als "Vorne" (of "Verne", allicht Veurne in het bisdom Terwaan, misschien in Condé).
Sinds ongeveer 1485 was Busnoys "cantor" van de Sint-Salvatorskerk, nu de kathedraal in Brugge. waar toen ook Jacob Obrecht aan verbonden was. In die jaren was zijn reputatie als componist gegroeid en kende zijn muziek een ruime verspreiding. Busnois verenigde aan de Sint-Salvator de functie van cantor in de beperkte zin, leider van het koor, en die van succentor, die de koorknapen het zingen in discant bijbracht. Ook was hij lid van de "Confraternitas chori" aan de Sint-Salvotor. Saint-Sauveur. Na 6 november 1492 bleef Busnois voor eeuwig zwijgen.

## Werken en stijl
Busnois was in zijn tijd een gereputeerd componist, allicht de bekendste musicus in Europa tussen Guillaume Dufay en Johannes Ockeghem.
Busnois schreef sacrale en wereldlijke muziek. Van zijn sacrale muziek zijn overgebleven : twee missen van het cantus firmus-type en acht motetten. Aannemelijk is dat een flink deel van het oeuvre niet bewaard is gebleven. Hij schreef verschillende zettingen van het Maria-antifoon Regina coeli. Stilistisch kan zijn muziek doorgaan voor een compromis tussen de homofone eenvoud van Dufay en Binchois en de doorgecomponeerde, imitatieve stijl van Josquin en Gombert. Busnois past imitatietechnieken toe op beperkte schaal maar op vernuftige wijze, schrijft vlotte en zingbare melodische lijnen en heeft een ontwikkeld gevoel voor sonoriteiten die op een drieklank zijn gegrond, hetgeen vooruitblikt op een 16e-eeuwse muzikale praktijk.
Volgens Pietro Aron kan Busnois de componist zijn geweest van het beroemde lied "L'homme armé", een van de meest wijdverspreide liederen van de Renaissance en meer dan welk ander lied ook gebruikt als cantus firmus voor missen. Of hij nu al dan niet de eerste mis gegrond op het "L'homme armé"-thema gecomponeerd heeft, hij was in elk geval de meest invloedrijke. Obrechts mis sluit bijvoorbeeld nauw aan bij die van Busnois en zelfs Dufays mis op het thema citeert hem rechtstreeks. Op grond van stilistische vergelijking wordt een cyclus van zes in Napels aangetroffen missen die alle uitgaan van dezelfde melodie Busnois toegeschreven.
Busnois schreef voorts chansons; Franse wereldlijke liederen waarop zijn reputatie is gegrondvest. Vormelijk zijn het meestal rondelen, maar er zitten ook enkele bergerettes tussen; vele van deze composities werden populaire liederen en sommige waren vermoedelijk meerstemmige zettingen van verloren gegane eenstemmige volksliederen. Maar misschien schreef Busnois wel zijn eigen teksten voor vrijwel elk lied. Sommige melodieën werden meer dan een generatie na zijn overlijden aangewend als cantus firmus in missen, bijvoorbeeld "Fortuna desperata" (gebruikt door zowel Obrecht als Josquin). Een ongewoon lied is "Terrible dame" dat een antifonale dialoog is, een unicum in het liedrepertoire.
De meeste van Busnois' wereldlijke liederen zijn in het Frans. Er zijn er ook ten minste twee met Italiaanse tekst en een enkele op een Nederlandse tekst. De meeste zijn driestemmig, enkele vierstemmig.

## Werken

### Missen
1. Missa L'homme armé;
2. Missa O crux lignum;
3. Patrem Vilayge.

### Missen die Busnois worden toegeschreven
1. Missa L'Ardent desir;
2. Missa L'homme armé (I);
3. Missa L'homme armé (II);
4. Missa L'homme armé (III);
5. Missa L'homme armé (IV);
6. Missa L'homme armé (V);
7. Missa L'homme armé (VI) (zes missen uit een Napolitaanse bron, die op grond van stijlvergelijking worden toegeschreven);
8. Missa sine nomine;
9. Missa Quant ce viendra.

### Motettenenmagnificats
1. Ad coenam agni providi;
2. Alleluia, verbum caro factum est;
3. Anima mea liquefacta est / Stirps Jesse;
4. Anthoni usque limina;
5. Asperges me (verdwenen);
6. Conditor alme siderum;
7. Gaude coelestis domina;
8. In hydraulis;
9. Lamentatie op de dood van Guillaume Dufay (waarschijnlijk geschreven in 1474, verdwenen);
10. Magnificat sexti toni;
11. Noel, noel;
12. Regina caeli (I);
13. Regina caeli (II);
14. Victimae paschali laudes.

### Magnificats en motetten die Busnois worden toegeschreven
1. Magnificat octavi toni;
2. Magnificat secundi toni;
3. Incomprehensibilia / Preter rerum ordinem.

### Wereldlijke muziek

#### Wereldlijke muziek met Nederlands tekstincipit
1. In myne zynn (uit web.archive.org)

#### Overige wereldlijke muziek
1. Acordes moy;
2. Advegne que advenir pourra;
3. Amours nous traicte / Je m'en vois;
4. A qui vens tu tes coquilles;
5. Au gré de mes iculx;
6. A une dame;
7. Au povre par necessité;
8. A vous, sans autre;
9. Bel acueil;
10. Bone chére;
11. Ce n’est pas moy;
12. C'est bien maleur;
13. C'est vous en qui;
14. Con tutta gentileça;
15. Corps digne / Dieu quel mariage;
16. Cy dit benedicite;
17. En soustenant;
18. En tous les lieux;
19. En voyant sa dame;
20. Esaint-il merci;
21. Faictes de moy;
22. Faulx mesdisans;
23. Fortuna desperata;
24. (O) Fortune, trop tu es dure;
25. Ha que ville;
26. Ja que lui ne;
27. J'ay mayns de bien;
28. J'ay pris amours tout au rebours;
29. Je m'esbaïs de vous;
30. Je ne demande aultre degré;
31. Je ne demande lialté;
32. Je ne puis vivre ainsi;
33. Joye me fuit;
34. Laissez dangier;
35. L'autrier la pieça /En l'ombre du buissonet / Trop suis jonette;
36. L'autrier que passa;
37. Le corps s'en va;
38. Le monde a tel;
39. Ma damoiselle;
40. Maintes femmes;
41. Ma plus qu'assez;
42. Ma tres souveraine princesse;
43. M'a vostre cueur;
44. Mon mignault / Gracieuse, playsant;
45. Mon seul et sangle souvenir;
46. On a grant mal / On est bien malade;
47. Pour entretenir mes amours;
48. Pucellotte;
49. Quant j'ay au cueur;
50. Quant vous me ferez;
51. Quelque povre homme;
52. Quelque povre homme;
53. Resjois toy terre de France / Rex pacificus;
54. Seule a par moy;
55. Soudainementmon cueur;
56. Terrible dame;
57. Une filleresse / S'il y a compagnion / Vostre amour;
58. Ung grand povtre homme;
59. Ung plus que tous;
60. Vostre beauté / Vous marchez;
61. Vostre gracieuse acointance.

### Wereldlijke werken die soms aan Busnois worden toegeschreven
1. Amours, amours, amours;
2. Amours fait moult / Il est de binne heure né /Tant que nostre argent dura;
3. Cent mile escus;
4. Et qui la dira;
5. J'ay bien choisi;
6. Il sera pour vous canbatu / L'homme armé;
7. Je ne fay plus;
8. Je suis venu;
9. Le serviteur;
10. Quant ce vendra;
11. Sans avoir (‚S' amours vous fiu' or 'Malagrota');
12. Se brief puis.

- Bibsys: 29460
- Biblioteca Nacional de España: XX1760910
- Bibliothèque nationale de France: cb138920129 (data)
- Gemeinsame Normdatei: 118858025
- International Standard Name Identifier: 0000 0001 1795 1134
- Library of Congress Control Number: n82101151
- MusicBrainz: 7d5e01d1-19ff-4ae5-b6f3-1ad83a6c05a7
- Nationale Bibliotheek van Tsjechië: xx0032417
- Nationale bibliotheek van Australië: 35341395
- Nationale Bibliotheek van Israël: 987007388698805171
- Nationale Bibliotheek van Polen: a0000002689731
- Nederlandse Thesaurus van Auteursnamen: 095870032
- Réseau des bibliothèques de Suisse occidentale: 02-A003061350
- Istituto Centrale per il Catalogo Unico: LO1V173932
- LIBRIS: 209953
- SNAC: w6nz8t9c
- Système universitaire de documentation: 077831020
- Trove: 918273
- Virtual International Authority File: 100249538
- WorldCat: E39PBJrKT43brJQ3rpmpYVYVmd